# Siège de Séville
Le siège de Séville (juillet 1247 - novembre 1248) d'une durée de seize mois, a permis aux armées de Ferdinand III de Castille de reconquérir la ville andalouse de Séville aux Almohades durant la Reconquista. 
Bien que son importance géopolitique fût rapidement éclipsée par la prise de Cordoue en 1236, le siège de Séville fut l'opération militaire la plus complexe menée par Ferdinand III,.

## Contexte
En pleine Reconquista, en 1246, après la conquête de Jaén, seules Séville et Grenade demeurent les grandes villes de la péninsule Ibérique et d'Al Andalus encore aux mains des musulmans.

## Siège de la ville
Au début de l'été 1247, le siège commence. Les Castillans isolent la ville au nord et à l'est. L'évêque de Lyon Pierre de Tarentaise atteste que des canons ont été utilisés durant le siège par les défenseurs maures, ce qui serait la première utilisation de poudre à canon en Occident.
En raison de la famine, la ville capitule le 23 novembre 1248. Ferdinand III fait son entrée triomphale dans la ville le 22 décembre 1248. Les chroniques arabes attestent que trois cent mille habitants quittent la ville après le siège. Ce nombre est considéré comme exagéré par l'historien Joseph F. O'Callaghan.